# Dysmachus trilobus
Dysmachus trilobus là một loài ruồi trong họ Asilidae. Dysmachus trilobus được Strobl miêu tả năm 1898. Loài này phân bố ở vùng Cổ Bắc giới.